# Rubus chamaemorus
Rubus chamaemorus este o specie de plante cu flori din familia trandafirilor Rosaceae, originară din regiunile temperate răcoroase, tundra alpină, tundra arctică și taiga. Această plantă perenă erbacee produce fructe comestibile de culoarea chihlimbarului, similare cu murul. În română, planta este cunoscută sub denumirea de mur pitic, iar fructele sunt cunoscute sub denumirea de mure galbene.

## Descriere

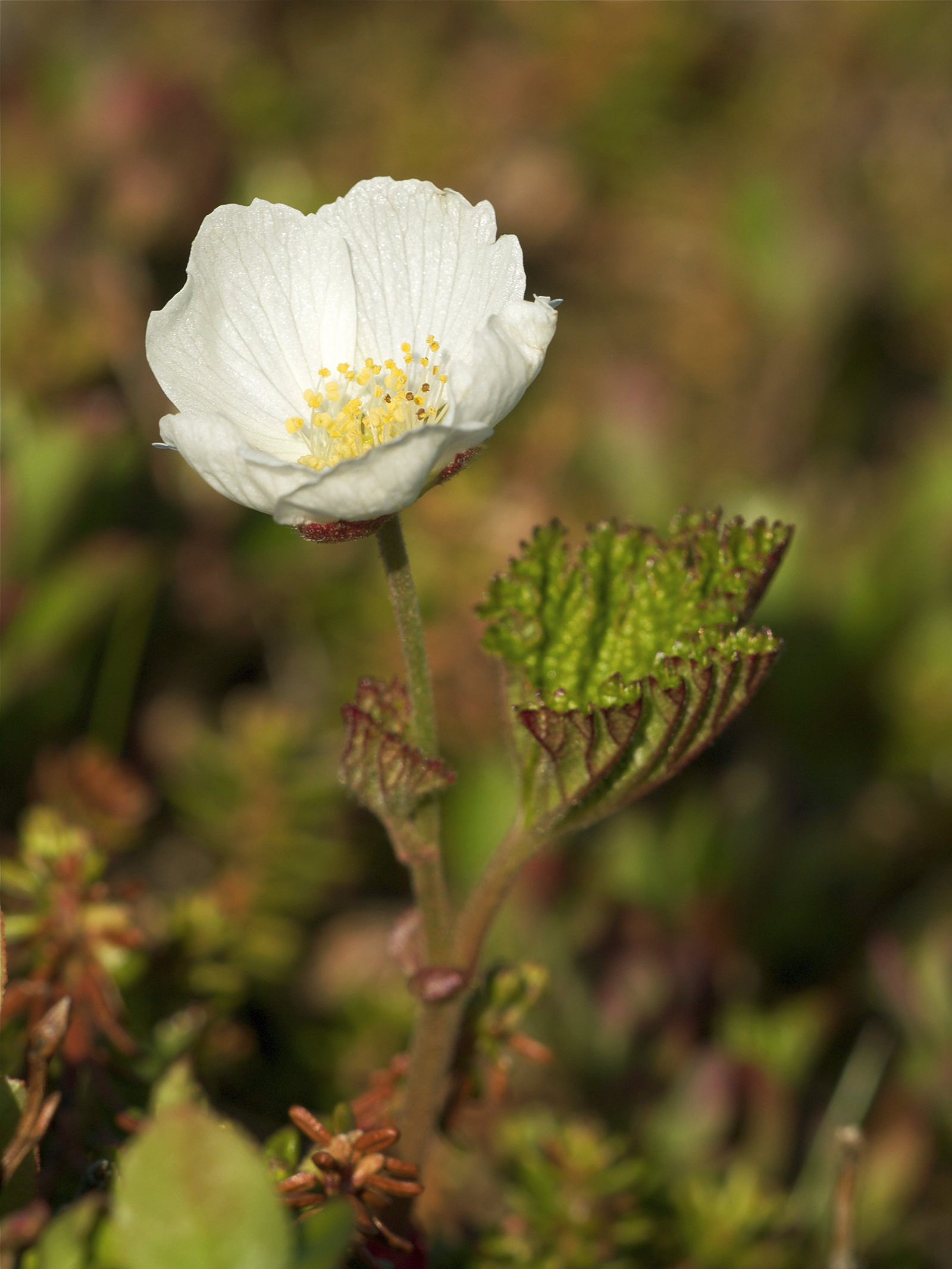
Floare masculină

Spre deosebire de majoritatea speciilor din genul său, Rubus chamaemorus este dioic, iar producția de fructe de către o plantă feminină necesită polenizare de la o plantă masculină.
Aceasta crește până la 10–25 cm (4–10 in) în înălțime. Frunzele alternează între 5 și 7 lobi moi, ca niște mâini, pe tulpini drepte, fără ramuri. După polenizare, florile albe (uneori cu vârful roșcat) formează fructe agregate de mărimea unei zmeure, care sunt mai abundente în habitatele împădurite decât în cele expuse la soare. Constând din între 5 și 25 de drupelete, fiecare fruct este inițial roșu pal, maturându-se într-o culoare chihlimbar la începutul toamnei.

## Distribuție și ecologie
Murul piticeste o plantă boreală circumpolară, care se găsește în mod natural în toată emisfera nordică de la 78°N, la sud până la aproximativ 55°N și sunt împrăștiate spre sud până la 44°N, în principal în zonele muntoase și mlaștini. În Europa, crește în țările nordice și, mai rar, în statele baltice (Estonia, Letonia și Lituania) și Polonia. Apare în nordul Rusiei către est, până la Oceanul Pacific și ajunge chiar până în Japonia, pe insula Hokkaido. Datorită drenajului și exploatării turbei, planta este considerată pe cale de dispariție și se află sub protecție legală în văile fluviilor Weser și Elba din Germania și în locuri izolate din Peninii englezi și Highland-urile din Scoția. Există un singur sit, fragil, în Munții Sperrin din Irlanda de Nord.
În America de Nord, murul pitic crește sălbatic în Groenlanda, în cea mai mare parte a nordului Canadei, Alaska, nordul Minnesota, New Hampshire, Maine și New York.
Distribuția largă are loc datorită excreției semințelor nedigerabile de către păsări și mamifere. Distribuția ulterioară apare prin rizomii săi, care ating până la 10 m (33 ft) în lungime și cresc aproximativ 10–15 cm (3,9–5,9 in) sub suprafața solului, dezvoltând petice extinse și dense de fructe de pădure. Butașii care sunt recoltați în mai sau august produc cu succes o clonă genetică a plantei părinte. Rubus chamaemorus crește în turbării, mlaștini, lunci, tundră și altitudini de 1.400 metri (4.600 ft) deasupra nivelului mării în Norvegia, necesitând un sol acid (între 3,5 și 5 pH).
Frunzele plantei sunt hrana pentru omizile mai multor specii de lepidoptere. Molia Coleophora thulea nu are alte plante alimentare cunoscute. Vezi și Lista de lepidoptere care se hrănesc cu Rubus.

## Cultivare

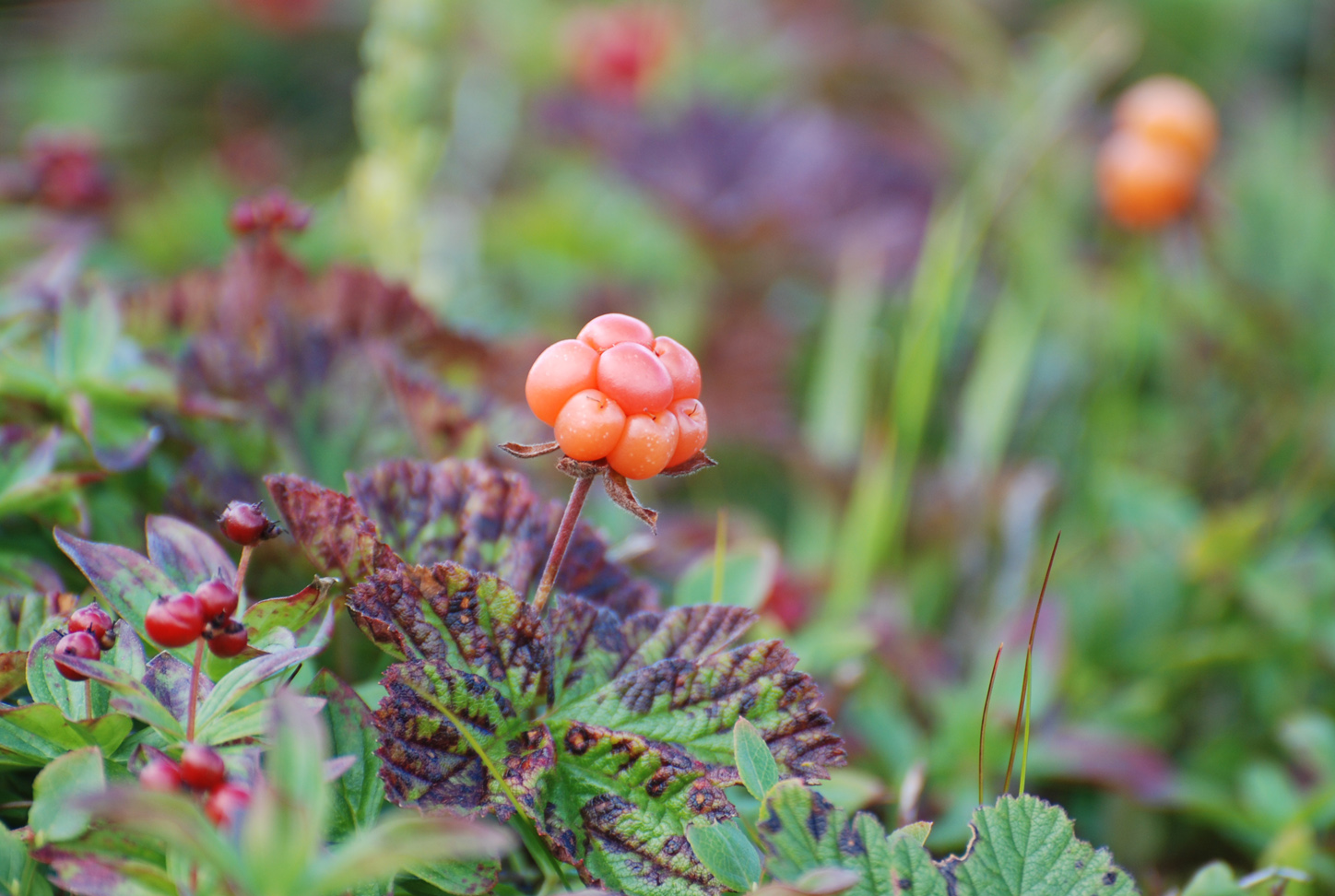
Fructe coapte

În ciuda cererii mari ca delicatesă (în special în Suedia, Norvegia și Finlanda), planta nu este cultivată pe scară largă și este în primul rând o plantă sălbatică. Prețurile variază foarte mult în funcție de cantitatea recoltei anuale, dar au avut un minim de 10 €/kg (în 2004).
De la mijlocul anilor 1990, însă, specia a făcut parte dintr-un proiect de cercetare multinațional. Începând cu 2002, soiurile selectate au fost disponibile fermierilor, în special „Apolto” (mascul), „Fjellgull” (femelă) și „Fjordgull” (femelă). Soiul finlandez auto-polenizat „Nyby” este monoic, adică florile feminine și masculine sunt situate pe aceeași plantă. Murul pitic poate fi cultivat în zonele arctice unde sunt posibile puține alte culturi, de exemplu de-a lungul coastei de nord a Norvegiei.

## Utilizări

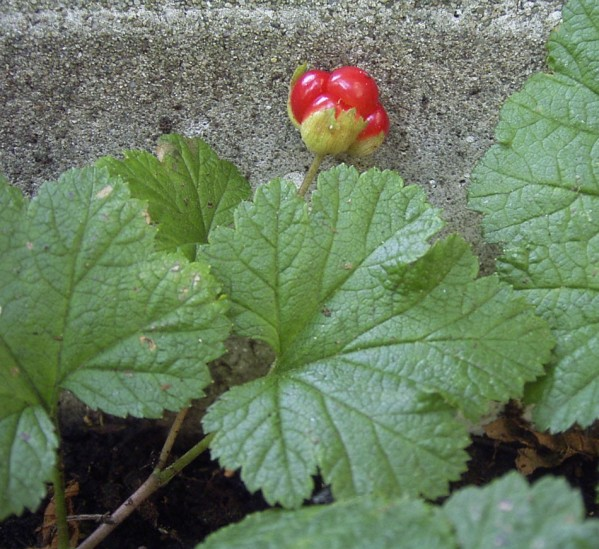
Fruct necopt

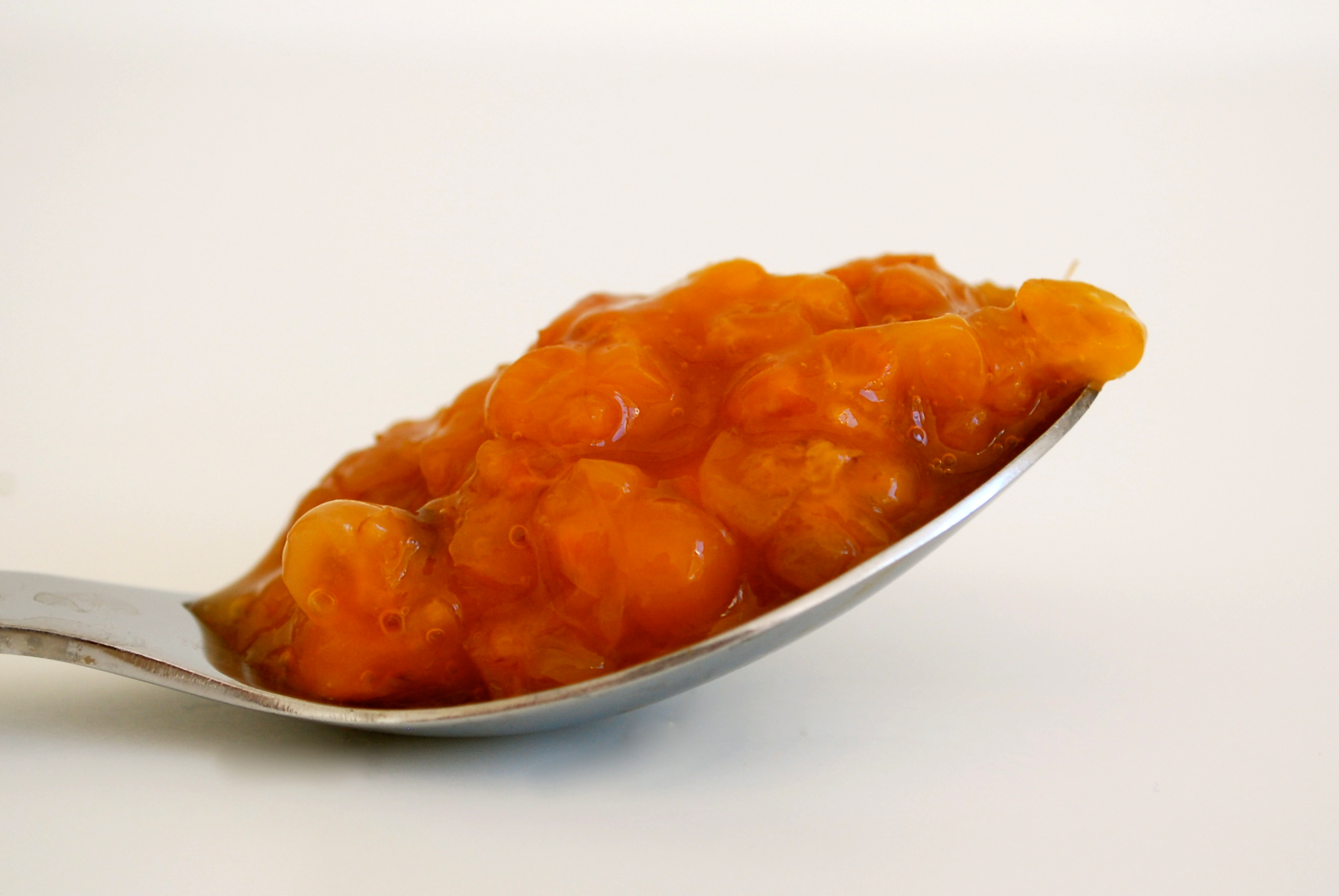
Dulceata de Rubus chamaemorus

Când sunt coapte, fructele sunt galben-aurii, moi și suculente și sunt bogate în vitamina C. Când sunt consumate în stare proaspătă, au un gust caracteristic acru. Când sunt prea coapte, au o textură cremoasă asemănătoare iaurtului și un gust dulce. Ele sunt adesea transformate în gemuri, sucuri, tarte și lichioruri. În Finlanda, murele galbene sunt consumate cu Leipäjuusto⁠(d) încălzit (o brânză locală; numele se traduce prin „pâine-brânză”), precum și cu smântână și zahăr. În Suedia, murele galbene (hjortron) și dulceața de fructe de pădure sunt folosite ca topping pentru înghețată, clătite și vafe. În Norvegia, acestea sunt adesea amestecate cu frișcă și zahăr pentru a fi servite ca desert numit multekrem (crema de nor), ca dulceata sau ca ingredient in inghetata de casa. Iaurtul cu mure galbene—molte- sau multeyoughurt—este un articol găsit în supermarket-urile din Norvegia.
În Newfoundland și Labrador, Canada, murele glbene sunt folosite pentru a face „plăcintă cu mere” sau dulceață. Poporul Yup'ik din zona Arctică amestecă fructele de pădure cu ulei de focă, grăsime de ren sau caribu (care este tăiată cubulețe și făcută pufoasă cu ulei de focă) și zahăr pentru a face „înghețată Eskimo” sau akutaq. Rețetele variază în funcție de regiune. De-a lungul zonelor râului Yukon și Kuskokwim, se folosește pește cu carne albă (știucă), împreună cu untură și zahăr. Fructele de mur pitic sunt o resursă alimentară tradițională importantă pentru Yup'ik.
Datorită conținutului său ridicat de vitamina C, fuctele sunt apreciate atât de navigatorii nordici, cât și de popoarele indigene din nord. Conținutul său de polifenoli, inclusiv compușii flavonoizi, cum ar fi acidul elagic, pare să conserve în mod natural preparatele alimentare ale fructelor de pădure. Fructele pot fi păstrate în suc propriu, fără adaos de zahăr, dacă sunt păstrate la rece.
Extractul de mure galbene este folosit și în produse cosmetice, cum ar fi gelurile de duș, cremele de mâini și loțiunile de corp.

### Bauturi alcoolice
În țările nordice, lichiorurile tradiționale, cum ar fi Lakkalikööri⁠(d) (Finlanda) sunt făcute din aceste fucte, având un gust puternic și un conținut ridicat de zahăr. Murele galbene sunt folosite ca aromă pentru prepararea de akvavit. În nord-estul Quebecului, se produce un lichior de mur pitic cunoscut sub numele de chicoutai (nume in limba Innu-aimun).

## Nutrienți și fitochimicale
Murele galbene sunt bogate în vitamina C și acid elagic, acid citric, acid malic, α-tocoferol, antociani și carotenoidul de provitamina A, β-caroten în cantități care diferă în diferite regiuni ale Finlandei din cauza expunerii la soare, a precipitațiilor sau a temperaturii. Ellagitannin lambertianin C și sanguiin H-6 sunt de asemenea prezente. Genotipul murului pitic poate afecta, de asemenea, compoziția polifenolilor, în special pentru elagitanine, sanguiin H-6, antociani și quercetină.
Extractele polifenolice din mur pitic au proprietăți de stocare îmbunătățite atunci când sunt microîncapsulate folosind maltodextrină DE5-8. Cel puțin 14 compuși volatili, inclusiv vanilina, reprezintă aroma murelor galbene.

## Referințe culturale

Murul pitic în stema Muurame

## Galerie

Ripe cloudberry
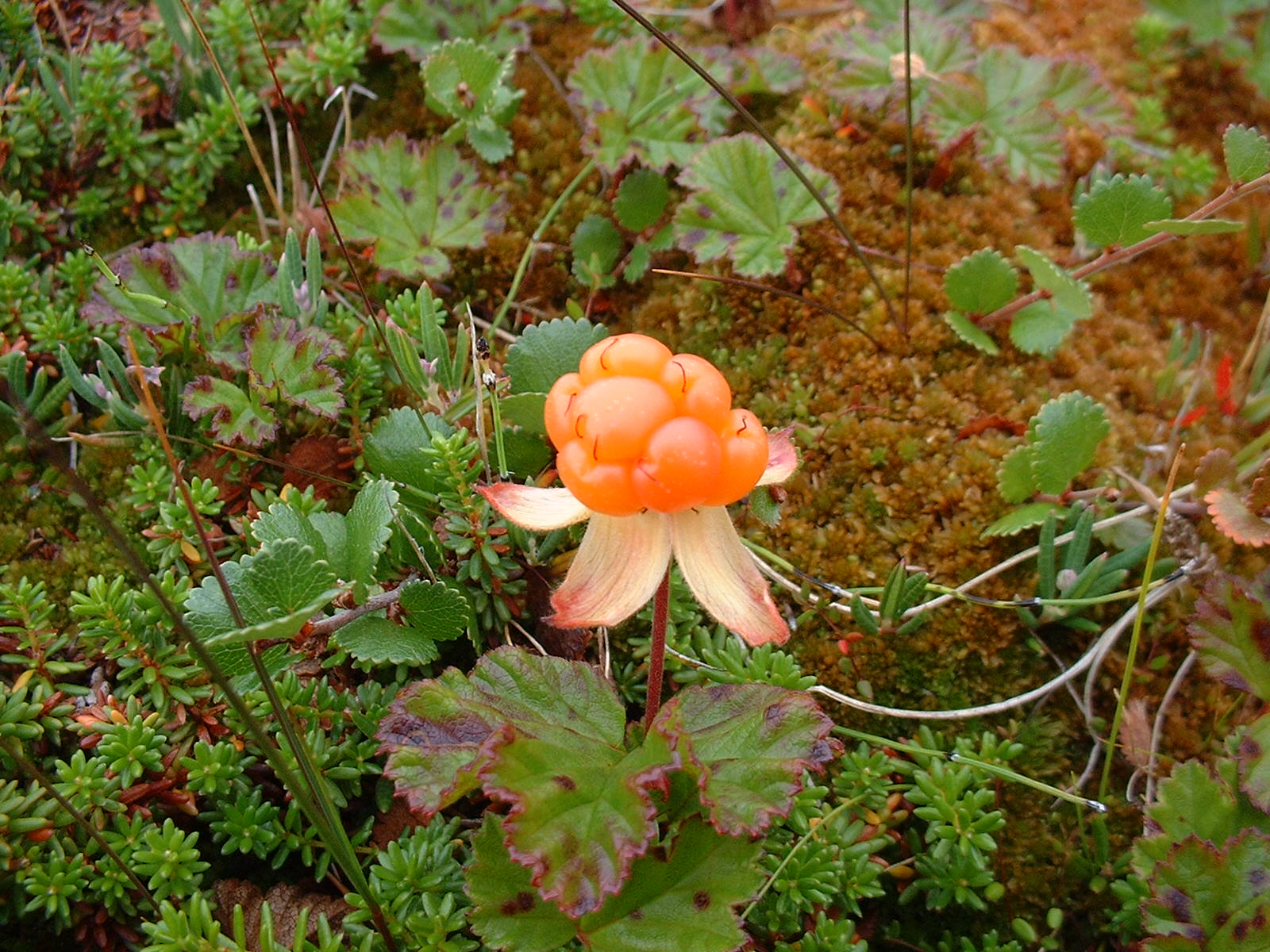
Mură galbenă coaptă, februarie 2006
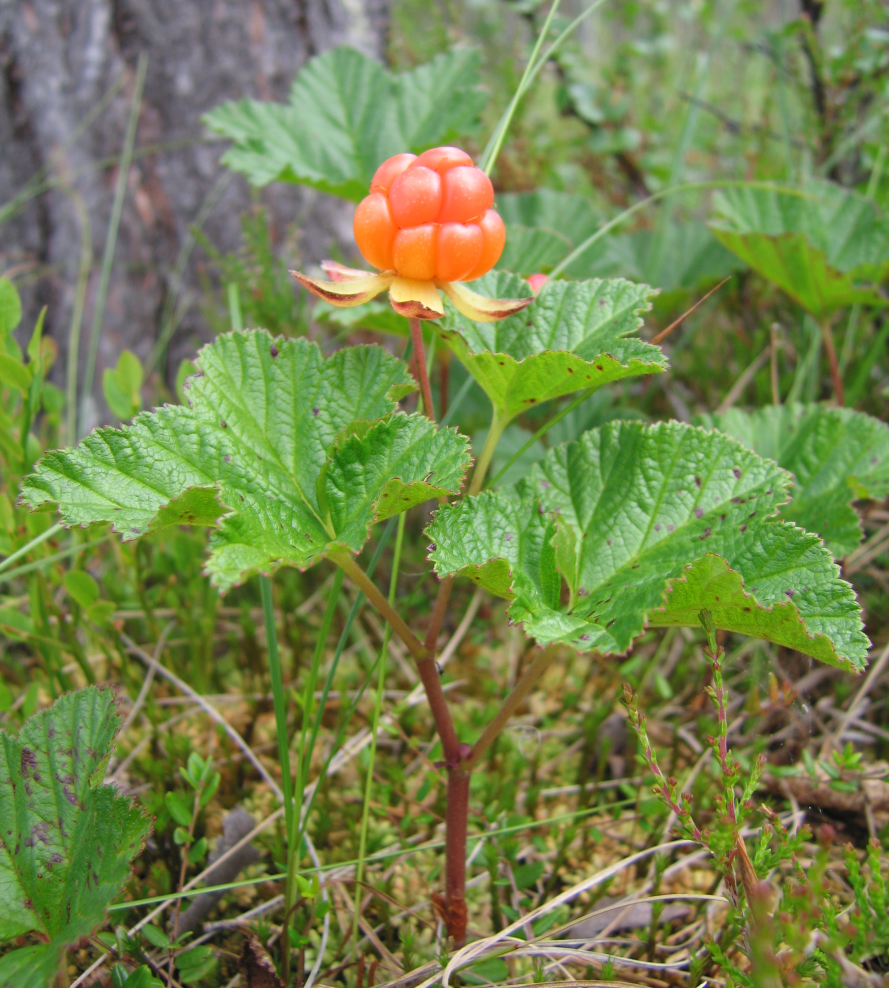
Mură galbenă coaptă, iulie 2006
Harta distribuției murului pitic in Statele Unite